# П-1000 «Вулкан»
П-1000 «Вулкан» (Индекс УРАВ ВМФ (ракеты): 3М70) — советский/российский противокорабельный ракетный комплекс (ПКР). Является развитием системы П-500 «Базальт».

## История создания
Ракета П-1000 «Вулкан» была разработана как развитие успешной противокорабельной ракеты П-500 «Базальт», в свою очередь, являющейся развитием ракеты П-35. Целью конструкторов было создание более дальнобойной ракеты, при сохранении прежних габаритов и массы и возможности использовать без капитальной модернизации существующие пусковые комплексы и инфраструктуру для П-500. Постановление правительства от 15 мая 1979 года положило начало разработке новой ПКР П-1000 «Вулкан».
Первый испытательный пуск с наземного стенда в рамках лётно-конструкторских испытаний произведён на полигоне в Нёноксе в июле 1982 года.
22 декабря 1983 года начались испытания с АПЛ проекта 675МКВ.
Разработка системы управления и ряда другой аппаратуры завершилась в 1985 году.
Комплекс принят на вооружение 18 декабря 1987 года.

## Конструкция
В основных элементах конструкции ракета П-1000 повторяет прежнюю П-500 «Базальт». Она имеет сигарообразную форму с треугольным раскладным крылом и воздухозаборником двигателя под фюзеляжем. Основные различия между П-1000 и её предшественником связаны с уменьшением массы конструкции ракеты ради увеличения запаса топлива.
Корпус П-1000 был изготовлен с применением титановых сплавов, что позволило уменьшить вес конструкции, не снизив её прочности. Маршевая двигательная установка идентична П-500 (короткоресурсный турбореактивный двигатель КР-17В). Новый стартовый ускоритель повышенной мощности с отклоняемым вектором тяги позволяет оптимизировать траекторию ракеты на старте и обеспечить взлёт с большим стартовым весом. Масса осколочно-фугасной боевой части была уменьшена до 500 кг. Было уменьшено бронирование. Все эти меры позволили увеличить запас топлива, не меняя габаритов ракеты, и увеличить её радиус действия до 700—1000 км.
Ракета П-1000 «Вулкан» использует аналогичную П-500 «Базальт» комбинированную схему полёта. Бо́льшую часть траектории ракета преодолевает на большой высоте, а вблизи цели снижается и оставшееся расстояние проходит на сверхмалой высоте (около 15-20 м), скрываясь от обнаружения радарами за горизонтом. Ввиду большего запаса топлива у П-1000 продолжительность её маловысотного участка может быть увеличена, что делает ракету менее уязвимой для дальнобойных ЗРК неприятеля.
Головка самонаведения ракеты использует алгоритмы идентификации и распределения целей, созданные на основе работы над П-700 «Гранит». Ракета может идентифицировать отдельные корабли, анализировать их положение в ордере и выбирать наиболее ценные. Селекция целей, вероятно, либо автоматическая, либо по принципу телеуправления (оператором корабля по данным РЛС ракеты), либо комбинированная. 
В целях преодоления ПРО и ПВО на ракете предусмотрены противозенитное маневрирование на малой высоте и рассредоточение ракет в залпе по фронту (с предваряющим сбором ракет в группу) перед включением РЛС на конечном этапе. На ракете установлена станция постановки активных помех системы защиты 4Б-89 «Шмель», разрабатывавшаяся начиная с 1965 года в лаборатории отдела № 25 ЦНИИ «Гранит» под руководством Р. Т. Ткачёва и Ю. А. Романова.
Постановлением Совета министров СССР в октябре 1987 года предписывалось провести работы по повышению точности ракет комплекса «Вулкан» с отработкой высокоточного лазерного канала наведения и создания ракеты «Вулкан ЛК». Аппаратура лазерного канала (диаметр луча — около 10 м, дальность распознавания — 12-15 км) была размещена в диффузоре воздухозаборника и распознавала геометрические параметры корабля-цели, формируя команды на коррекцию траектории для поражения наиболее уязвимых мест. Испытания системы велись в Севастополе по проходящим кораблям с летающей лаборатории Ил-18. Пуски серийных ракет, оснащённых ГСН лазерного канала, планировалось провести в 1987—1989 годах. Но, вероятно, в 1988—1989 годах разработка темы «Вулкан ЛК» была прекращена.

## ТТХ
- Длина: 11,7 м
- Диаметр: 0,88 м
- Размах крыла: 2,6 м
- Стартовая масса: 7000—8000 кг
- Скорость число Маха (км/ч):
  - на высоте: 2,5 (2660 км/ч)[уточнить]
  - у поверхности: 2 (2460 км/ч)
- Максимальная дальность полёта: до 700 км[4][5] со стартовыми ускорителями от П-500; для 
 РКР «Маршал Устинов» с 2017 года и РКР «Москва» с 2020 года, после замены ПУ на жаропрочные, до 1000 км.
- Система управления: инерциальная + радиолокационная
- Боевая часть:
  - фугасно-кумулятивная: 500 кг (масса ВВ)
  - ядерная: 350 кт

## Носители
- Ракетные крейсеры проекта 1164[6].
- В 1981—1990 годах четыре атомные подводные лодки проекта 675, К-1, К-22, К-35 и К-134 были модернизированы по проекту 675МКВ и получили по 8 ракет П-1000 «Вулкан». Модернизация ещё одной лодки, К-10, не была завершена.